# Venise-en-Québec
Venise-en-Québec ist eine Gemeinde in der kanadischen Provinz Québec.
Bei der Volkszählung 2016 hatte Venise-en-Québec 16434 Einwohner.

## Demographie

### Sprachen
Tabelle mit prozentualem Anteil der Bevölkerung mit der jeweiligen Sprache als Muttersprache
| Französisch | Englisch | Französisch & Englisch | weitere Sprachen |
| ----------- | -------- | ---------------------- | ---------------- |
| 88,54 %     | 6,49 %   | 0,01 %                 | 4,96 %           |